# Mormoops megalophylla
Mormoops megalophylla (en: Ghost-faced bat) är en fladdermusart som först beskrevs av Peters 1864.  Mormoops megalophylla ingår i släktet Mormoops och familjen bladhakor. IUCN kategoriserar arten globalt som livskraftig. Inga underarter finns listade i Catalogue of Life. Wilson & Reeder (2005) skiljer mellan fyra underarter.

## Utseende
Arten har samma storlek som andra medlemmar av släktet Mormoops och den väger 13 till 19 g. Fladdermusens stora öron är avrundade och på hjässan sammanlänkade med varandra. Pälsens färg varierar mellan rödbrun och mörkbrun. På hakan förekommer flera bladlika hudveck. Svansen sticker på ovansidan ut från den del av flygmembranen som ligger mellan bakbenen.

## Utbredning och habitat
Denna fladdermus förekommer i Nord-, Central- och Sydamerika från södra Texas och södra Arizona till Peru och Venezuela. Arten lever även på flera västindiska öar. Den vistas i låglandet och i bergstrakter, i Anderna ändå upp till 3000 meter över havet. Mormoops megalophylla behöver djupa kalkstensgrottor men den är inte bunden till en viss vegetation.

## Ekologi
I grottorna vilar mer eller mindre stora kolonier som kan ha upp till 500 000 medlemmar. I motsats till flera andra fladdermöss är kolonin inte delad i mindre grupper som vilar tätare tillsammans. Istället håller individerna ett avstånd av cirka 15 cm från varandra. Ibland vandrar en koloni till en annan region men vandringarna är inte alltid bundna till en viss årstid.
Mormoops megalophylla flyger på kvällen ut och jagar insekter som nattfjärilar. Artens byten är ungefär 5 till 6 mm stora. Ofta sker jakten ovanpå vattenansamlingar eller över andra större öppna ytor.
Honor har en kull per år. I norra delen av utbredningsområdet föds ungarna mellan april och juni. Före ungarnas födelse bildar dräktiga honor egna kolonier som är skilda från hanarna och från andra honor.

## Bildgalleri

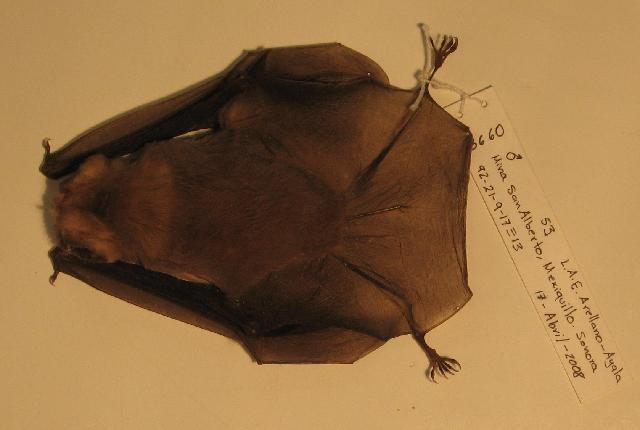
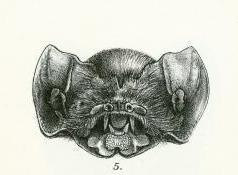
Vy mot huvudets framsida